# 통제감
통제감(perceived control)은 사람이 내면, 행동, 자신을 둘러싼 환경에 대해 자신이 통제권을 갖고 있다고 믿는 믿음으로 정의할 수 있다. 통제감에는 두 가지 측면이 있다. (1) 통제하려는 대상이 과거에 속하는지 미래에 속하는지와 (2) 통제하려는 대상이 결과, 행동, 과정 중 어느 것인지이다.